# Alfonso Álvarez Barba Ossorio
Alfonso Álvarez Barba Ossorio (Valderas, 28 giugno 1619 – Salerno, ottobre 1688) è stato un arcivescovo cattolico spagnolo.

## Biografia
Nato nel 1619 a Valderas, proveniente da nobile famiglia, entrò nell'ordine dei carmelitani scalzi. Il 9 settembre 1669 venne nominato da papa Clemente IX arcivescovo metropolita di Lanciano e fu consacrato il 22 settembre successivo nella chiesa di Santa Maria in Transpontina dal cardinale Federico Sforza, cardinale presbitero di San Pietro in Vincoli, insieme a Tommaso de Sarria e Juan Caramuel y Lobkowitz come co-consacranti. 
Il 29 maggio 1673 venne nominato da papa Clemente X arcivescovo metropolita di Brindisi. Il 4 agosto 1675 venne scelto dallo stesso pontefice come nuovo arcivescovo metropolita di Salerno, venendo confermato nell'incarico il 22 giugno dell'anno successivo. Mantenne tale ruolo fino alla morte, avvenuta nel 1688 a Salerno.

## Genealogia episcopale
La genealogia episcopale è:
- Cardinale Guillaume d'Estouteville, O.S.B.Clun.
- Papa Sisto IV
- Papa Giulio II
- Cardinale Raffaele Riario
- Papa Leone X
- Papa Clemente VII
- Cardinale Antonio Sanseverino, O.S.Io.Hieros.
- Cardinale Giovanni Michele Saraceni
- Papa Pio V
- Cardinale Innico d'Avalos d'Aragona, O.S.Iacobi
- Cardinale Scipione Gonzaga
- Patriarca Fabio Biondi
- Papa Urbano VIII
- Cardinale Cosimo de Torres
- Cardinale Pier Luigi Carafa
- Cardinale Federico Sforza
- Arcivescovo Alfonso Álvarez Barba Ossorio, O.C.D.